# Tetrajoodbenzeen
Tetrajoodbenzeen is een organische verbinding met als brutoformule C6H2I4. De stof is opgebouwd uit een benzeenring met 4 jodiumatomen. Er bestaan 3 isomeren:
- 1,2,3,4-tetrajoodbenzeen
- 1,2,3,5-tetrajoodbenzeen
- 1,2,4,5-tetrajoodbenzeen

Structuurformule van 1,2,3,4-tetrajoodbenzeen
Structuurformule van 1,2,3,5-tetrajoodbenzeen
Structuurformule van 1,2,4,5-tetrajoodbenzeen

Tetrafluorbenzeen · Tetrachloorbenzeen · Tetrabroombenzeen · Tetrajoodbenzeen